# Mesaxonia
Mesaxonia (майже синонім Panperissodactyla) — це клада копитних, вага яких розподіляється на третій палець на всіх ногах через площину симетрії їхніх ніг. Останні дослідження в галузі морфологічної кладистики та давньої ДНК свідчать про те, що кілька вимерлих ліній, як-от Desmostylia та деякі південноамериканські парнокопитні Meridiungulata (обидві групи традиційно розглядаються як афротерійські родичі) пов’язані з перісодактилями.